# Pantera
←
Pantera (del griego: παν, "todo/a" - θηρα, "fiera") es un término genérico para designar a varios félidos de gran tamaño:
- Panthera, género que agrupa a todos los félidos que son capaces de rugir.
- Pantera negra. Leopardos (Panthera pardus), jaguares (Panthera onca) y pumas (Puma concolor) de color negro (con melanismo);
- Pantera blanca. Leopardos (Panthera pardus),[1] jaguares (Panthera onca)[2] y pumas (Puma concolor)[3] de color blanco (con albinismo, leucismo o una mutación genética);
- Pantera nebulosa o longibanda (Neofelis nebulosa), un felino del sureste asiático;
- Pantera de Florida, una población del puma norteamericano;
- Pantera o leopardo de las nieves (Panthera uncia), habitante de las regiones centrales de Asia.